# Foëcy
Foëcy ist eine französische Gemeinde mit 2.052 Einwohnern (Stand: 1. Januar 2022) im Département Cher in der Region Centre-Val de Loire; sie gehört zum Arrondissement Vierzon und zum Kanton Mehun-sur-Yèvre. Die Einwohner werden Focéens und Focéennes genannt.

## Geographie
Foëcy liegt etwa neun Kilometer südöstlich von Vierzon am Yèvre und am Canal de Berry. Im Westen begrenzt der Cher die Gemeinde. Umgeben wird Foëcy von den Nachbargemeinden Vignoux-sur-Barangeon im Norden und Osten, Allouis im Osten und Südosten, Mehun-sur-Yèvre im Südosten, Quincy im Süden, Brinay im Westen sowie Vierzon im Nordwesten.
Durch die Gemeinde führt die Autoroute A71. 

## Bevölkerungsentwicklung
| Jahr                       | 1962 | 1968 | 1975 | 1982 | 1990 | 1999 | 2006 | 2018 |
| Einwohner                  | 1632 | 1701 | 2010 | 2185 | 2083 | 2003 | 2053 | 2091 |
| Quellen: Cassini und INSEE |      |      |      |      |      |      |      |      |

## Sehenswürdigkeiten

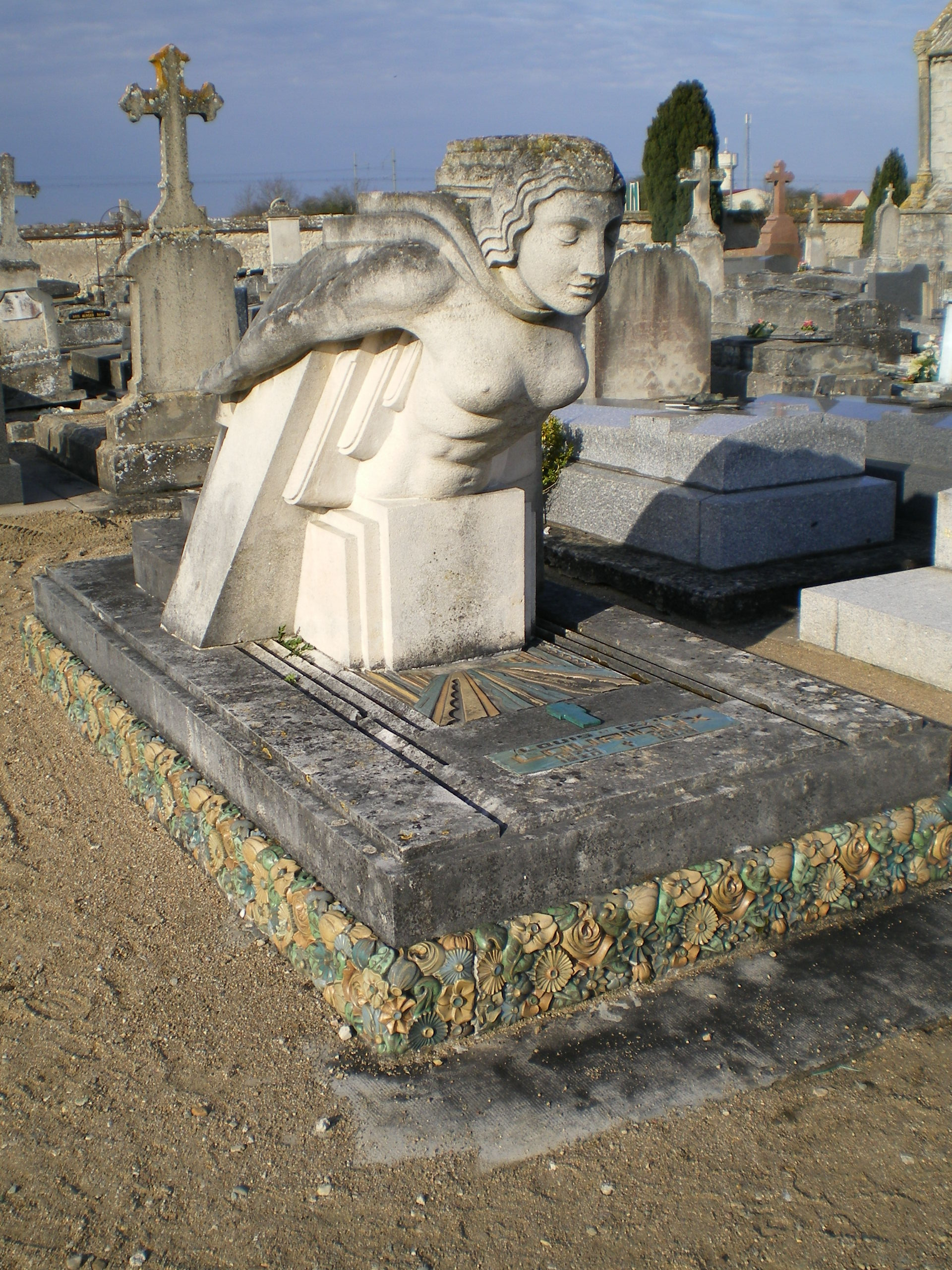
Grabmal von Louis Lourioux

- Grabmal von Louis Lourioux, 1930 an einem Autounfall in Foëcy gestorben
- Schloss Foëcy

## Wirtschaft
1818 wurde hier eine Porzellanmanufaktur gegründet.

## Söhne- und Töchter der Stadt
- Henri Lapierre (1898–1980), Autorennfahrer